# La Patrouille du ciel
Pour plus de détails, voir Fiche technique et Distribution.
La Patrouille du ciel (Forza G) est un film italien réalisé par Duccio Tessari et sorti en 1972.

## Synopsis
Gianni Orlando, un rejeton d'une famille riche, a toujours rêvé de devenir pilote et de faire partie de la Patrouille Acrobatique Nationale de l'Aéronautique militaire italienne. À force d'insister, il réussit à entrer comme réserviste dans les « Frecce Tricolori », mais ses supérieurs, même s'ils apprécient sa détermination, ne le voient pas assez mûr pour participer aux principales exhibitions. Néanmoins, pendant une importante compétition avec les collègues de la Royal Air Force britannique, il réussit à convaincre ses camarades d'exécuter des figures qu'il a conçues, ce qui les mène à la victoire.

## Fiche technique
Sauf indication contraire, les informations mentionnées dans cette section peuvent être confirmées par la base de données cinématographiques IMDb,  présente dans la section « Liens externes ».
- Titre français : La Patrouille du ciel[1]
- Titre original : Forza G
- Réalisation : Duccio Tessari
- Scénario : Gianni Orlando, Giovanni D'Eramo
- Musique : Ennio Morricone
- Société de production : Vides Cinematografica
- Pays de production :  Italie
- Langue de tournage : italien
- Format : Couleur - Son mono - 35 mm
- Durée : 102 minutes (1h42)
- Genre : Film d'action
- Date de sortie :
  - Italie : 17 février 1972 (Milan)
  - France : 21 juin 1973[1]

## Distribution
- Riccardo Salvino : lieutenant Gianni Orlando
- Pino Colizzi : capitaine Bergamini
- Mico Cundari :  Muschin
- Ernesto Colli :  Ernesto del Prete
- Barbara Bouchet : Karin amie de Pettarin
- Dori Ghezzi :